# Lietuvos valstiečių ir žaliųjų sąjunga
Die Lietuvos valstiečių ir žaliųjų sąjunga (LVŽS, deutsch etwa Litauischer Bauernvolksbund, wörtlich: Bund der Bauern und Grünen Litauens) ist eine bäuerliche litauische Partei. Sie existiert (wieder) seit 2005 als Nachfolgepartei der  Union der Bauernpartei und der Partei Neue Demokratie (VNDP/Valstiečių ir Naujosios demokratijos partijų sąjunga).

## Anfänge (bis 1917)
Den Beginn der Ausbildung einer Parteienlandschaft bildet in Litauen der Vilniusser Große Seimas, der im Revolutionsjahr 1905 in der litauischen Hauptstadt Vilnius zusammenkam. Ziel war die Demokratisierung und die Autonomie Litauens innerhalb des Russischen Zarenreichs. Auf der Tagung formierten sich viele gesellschaftspolitische Strömungen erstmals zu Parteien. Parteigänger der bereits 1902 gegründeten Lietuvos demokratų partija (LDP, deutsch: Litauische Demokratische Partei) gründeten am 5. Dezember 1905 den Litauischen Bauernbund (litauisch Lietuvos valstiečių sąjunga, LVS), der sich unter der Führung von Ernestas Galvanauskas als Interessenvertretung der einfachen Landbevölkerung ohne christliche oder sozialistische ideologische Ausrichtung sah. Mit der Unterdrückung der Demokratiebewegung durch den russischen Zaren erlahmte 1906 auch die Parteiaktivität des Bauernbunds. Erst im August 1907 wurde eine Parteiführung gewählt und ein vorläufiges Parteiprogramm verabschiedet. Ziele waren eine Landreform zu Gunsten der armen Landbevölkerung, kostenlose Schulbildung, eine progressive Steuerpolitik und eine weitreichende Selbstverwaltung der Gemeinden. Aus diesen Anfängen rührt die Orientierung der Partei als wertkonservative, sozial eingestellte Heimatpartei. Die folgenden Jahre waren Jahre der Unterdrückung durch die zaristisch-russischen Behörden, die Parteiarbeit lag darnieder.

## Wiederbelebung 1919 und Erste Republik
Im April 1919, als die Unabhängigkeit Litauens auch faktisch wiederhergestellt war, konstituierte sich die LVS endgültig als politische Partei. Die Parteiführung wurde gewählt und ein Programm verabschiedet, das starke sozialdemokratische Züge hatte und auf die einfache Landbevölkerung zielte. Bei den ersten freien Wahlen zur verfassunggebenden Versammlung im April 1920 kam der Bauernbund in einer Koalition mit den Demokratischen Volkssozialisten (LSLDP) auf 28 der 112 Sitze (davon 19 für Mitglieder des Bauernbundes). In einer Koalition mit den Christdemokraten wurde  der führende Bauernbund-Politiker Kazys Grinius am 19. Juni 1920 zum neuen Ministerpräsidenten gewählt. Im Dezember 1922 kam es zum Zusammenschluss des Bauernbundes mit der LSLDP. Die neue Partei erhielt den heute wieder gültigen Namen Lietuvos valstiečių liaudininkų sąjunga (LVLS). Mit Alexander Tornau war 1922 bis 1926 auch ein Vertreter der deutschen Minderheit für den LVLS Mitglied des Seimas.
Die folgenden Jahre bis 1926 waren von einer wechselvollen Geschichte von Regierungskoalition mit den Christdemokraten (Mai 1920 – Januar 1922, Mai 1923 – Juni 1924, Ministerpräsident Ernestas Galvanauskas) und Opposition (Januar 1922 – Mai 1923 und Juni 1924 – Mai 1926) geprägt. Streitpunkt war zumeist die Ablehnung der religiösen Politikausrichtung der Christdemokraten. Einig waren sich beide Parteien in ihrem Einsatz für soziale Gerechtigkeit und der Befürwortung der parlamentarischen Demokratie. Nach den Wahlen im April 1926 bildeten die liaudininkai mit den Sozialdemokraten erstmals eine Regierungskoalition gegen die größte Fraktion im Parlament, die Christdemokraten. Die LVLS stellte in dieser Koalition den Staatspräsidenten, Kazys Grinius, und den Ministerpräsidenten, Mykolas Sleževičius. Diese Regierung wurde nach nur halbjähriger Amtszeit von den erbitterten Gegnern der Nationalisten unter Antanas Smetona mit Unterstützung der Christdemokraten gewaltsam gestürzt. Smetona löste im April 1927 das Parlament, das die LVLS seit dem Putsch boykottiert hatte, auf und verbot allen Parteien mit Ausnahme der Nationalisten die öffentliche Tätigkeit. 1935 wurde die Partei gänzlich verboten und existierte im Untergrund weiter.
Ab März 1939 bis zum Anschluss Litauens an die Sowjetunion im Juni 1940 waren liaudininkai in den Regierungen von Jonas Černis und Antanas Merkys vertreten (Justiz und Landwirtschaft). Nach der kommunistischen Machtübernahme wurden alle anderen Parteien verboten, ihre Mitglieder oftmals nach Sibirien deportiert. Nach dem Zweiten Weltkrieg flohen viele führende Mitglieder der LVLS in den Westen, die in der Emigration fort bestand.

## Wiedergründung 1990
Im August 1990 gründete sich der Litauische Bauernbund (LVS) wie viele andere Parteien aus der Zwischenkriegszeit neu. Erster Parteivorsitzender wurde Petras Bėčius. Programmatisch sah sich der LVS in der Tradition des historischen Bauernbundes, trat für die Gründung von landwirtschaftlichen Genossenschaften, einer Genossenschaftsbank und staatliche Sozialleistungen ein. Bei den ersten freien Wahlen nach dem Ende des Kommunismus im Oktober 1992 nahm die LVS nicht als eigenständige Liste teil. Einige LVS-Politiker kandidierten auf der Liste der Liberalen Union (LLU), die allerdings auch nur 1,5 % der Wählerstimmen auf sich vereinen konnte. Einziger nahestehender Abgeordneter im Parlament war der als Unabhängiger angetretene und direkt gewählte Albinas Vaižmužis. Er wurde im April 1994 zum neuen Vorsitzenden der in Lietuvos valstiečių partija (Litauische Bauernpartei) umbenannten Partei gewählt. Auch bei den Wahlen 1996 und 2000 scheiterte die Bauernpartei an der 5-%-Hürde (1996: 1,7 %, 2000: 4,1 %). Sie war jedoch mit einem (1996–2000; Albinas Vaižmužis) bzw. vier (2000–2004; darunter der neue (seit 1998) Parteivorsitzende Ramūnas Karbauskis) direkt gewählten Abgeordneten im Seimas vertreten.

## VNDS (2001–2005)
Um die Erfolgsaussichten zu verbessern, schloss sich die LVP am 15. Dezember 2001 mit der Partei der neuen Demokratie (NDP) zur Valstiečių ir Naujosios demokratijos partijų sąjunga (VNDS, deutsch: Bauernpartei und neue Demokratie) zusammen. Neue Vorsitzende wurde die bisherige Parteichefin der NDP, Kazimiera Prunskienė. Mit dem Zusammenschluss wollte die LVP ein besseres Abschneiden in den Städten erreichen: bei den Kommunalwahlen im März 2000 war die Partei mit 209 errungenen Mandaten noch landesweit zweitstärkste Partei gewesen, hatte dann aber im Oktober 2000 bei den nationalen Parlamentswahlen die 5-%-Hürde verpasst (4,1 %). Die neue Verbindung brachte den gewünschten Erfolg: bei den Europawahlen im Juni 2004 erhielt die Partei 7,1 % der gültigen Stimmen und ein Mandat im Europaparlament (Fraktion Union für das Europa der Nationen, Kon), bei den folgenden Parlamentswahlen im Oktober 2004 kam sie auf 6,6 % der Stimmen und insgesamt 10 von 141 Mandate (davon 5 Direktmandate). Die Fraktion im Seimas zählte mit den beiden Abgeordneten der Wahlaktion der Polen Litauens 12 Mitglieder (mit zwei Überläufern aus der Arbeitspartei später sogar 14 Abgeordnete). Die VNDS wurde zum Mehrheitsbeschaffer der neuen Regierungskoalition aus Sozialdemokraten und Arbeitspartei. Die Parteivorsitzende Kazimiera Prunskienė erhielt das Landwirtschaftsministerium.

## LVŽS seit 2005
Auf dem 3. Parteikongress im Dezember 2005 wurde – 100 Jahre nach der Gründung der LVS – beschlossen, sich namentlich und inhaltlich auf die Partei der Zwischenkriegszeit zu beziehen. Die Partei sieht sich daher als heimatverbundene, an sozialen Werten orientierte Partei, die die Interessen des Mittelstands und der Bauern vertritt. Kazimiera Prunskienė wurde als Parteivorsitzende bestätigt.
Eine Fraktionsgemeinschaft mit der Partei der Bürgerdemokratie scheiterte nach einem halben Jahr (Mai 2007 – Januar 2008). Die Bildung der Fraktionsgemeinschaft darf als Versuch gewertet werden, vor den anstehenden Wahlen 2008 die Wählerbasis zu konsolidieren, um einen Wiedereinzug ins Parlament zu erreichen. Dieses Ziel wurde verfehlt, bei den Wahlen im Oktober erreichte die LVLS nurmehr 3,7 % der Wählerstimmen. In ihrer Hochburg, dem Nordosten Litauens (Aukštaitija), konnte sie allerdings drei Direktmandate gewinnen. Ihr Direktmandat nicht verteidigen konnte die Vorsitzende Kazimiera Prunskienė, was ihre Position innerhalb der Partei schwächte. Die kritischen Stimmen mehrten sich, die ihr vorwarfen, die Partei zur Selbstdarstellung missbraucht zu haben und für die Wahlniederlage verantwortlich zu sein. Bei den vorzeitig anberaumten Vorstandswahlen auf dem Parteikongress am 28. Februar 2009 stellte sie sich nicht mehr zur Wahl. Zu ihrem Nachfolger wurde der Parteivorsitzende der ersten Stunde, Ramūnas Karbauskis, gewählt, der sich mit 323 zu 244 Stimmen gegen Prunskienės Kandidaten, den Europaparlamentarier Gintaras Didžiokas, durchsetzte.
Die LVLS stellte Bürgermeister in den Landkreisen Šiauliai, Panevėžys, Jonava, Ignalina, Kupiškis, Šakiai, Šilutė und Ukmergė.

## Parlamentswahl 2016
Der Bund der Bauern und Grünen errang bei der Parlamentswahl 2016 überraschend 21,5 Prozent der Stimmen und erhielt insgesamt 54 der 141 Sitze im litauischen Parlament. Die Partei hatte bis dahin lediglich ein Mandat. Die LVŽS und die zuvor regierende Sozialdemokratische Partei Litauens (LSDP) einigten sich nach der Wahl auf eine Regierungskoalition, welche allerdings bereits am 23. September 2017 zerbrach. Fortan regierte der Bund der Bauern und Grünen in einer durch Teile der Fraktion der Sozialdemokratischen Partei sowie Abgeordnete der Wahlaktion der Polen Litauens tolerierte Minderheitsregierung.

## Vorsitzender
- Ramūnas Karbauskis
- Seit 2025: Aurelijus Veryga